# リチャード・ジョンソン (パイロット)
リチャード・ジョンソン（Richard Lowe "Dick" Johnson、1917年9月21日 - 2002年11月9日）はアメリカ合衆国のパイロットである。コンベアやジェネラルダイナミックスのテスト・パイロットとしてF-102 や F-106のチーフ・テスト・パイロットなどを務めた。
ノース・ダコタ州のクーパースタウンに生まれた。オレゴン州立大学で学んだ。1942年に召集され、アメリカ陸軍航空隊のパイロットとなり、北アフリカやイタリアで戦った。180回の出撃し、シルバー・スター賞など多くの受勲をした。1946年にAir Materiel Command Engineering Test Pilot Schoolでテストパイロットの教育を受け、F-84 や F-86での実験飛行を行い、1948年にはF-86で時速1079.6kmの世界速度記録を樹立し、FAIからデラボー賞を受賞した。朝鮮戦争では6回の作戦飛行に参加した。1953年に軍を退役し、コンベアのチーフ・テスト・パイロットとなり、超音速戦闘機YF-102、YF-102A、YF-106Aなどの初飛行を担当した。F-111の初飛行も行った。
1955年にはテストパイロット協会（Society of Experimental Test Pilots）の創立メンバーとなり、アイヴン・キンチェロー賞（1967年）などを受賞した。